# Geophaps
Geophaps G.R.Gray, 1842 è un genere di uccelli della sottofamiglia Raphinae (famiglia Columbidae), endemico dell'Australia.

## Tassonomia
Il genere comprende le seguenti specie:
- Geophaps plumifera Gould, 1842 - piccione dello spinifex
- Geophaps scripta (Temminck, 1821) - piccione scritto
- Geophaps smithii (Jardine & Selby, 1830) - piccione pernice